# گنگژجسکا
گنگژجسکا (به لاتین: Gnieździska) یک روستا در لهستان است که در گمینا ووپوشنو واقع شده‌است. گنگژجسکا ۷۹۷ نفر جمعیت دارد.